# Jutta Stöck
Jutta Stöck po mężu Hertel (ur. 29 września 1941 w Münchebergu) – niemiecka lekkoatletka, sprinterka, dwukrotna medalistka mistrzostw Europy. W czasie swojej kariery reprezentowała Republikę Federalną Niemiec.
Zdobyła srebrny medal w sztafecie 4 × 100 metrów na mistrzostwach Europy w 1966 w Budapeszcie. Sztafeta RFN biegła w składzie: Renate Meyer, Hannelore Trabert, Karin Frisch i Stöck na ostatniej zmianie. Stöck zajęła również 7. miejsce w finale biegu na 100 metrów. Odpadła w eliminacjach biegu na 50 metrów na europejskich igrzyskach halowych w 1967 w Pradze, a sztafeta 4 × 1 okrążenie z jej udziałem została zdyskwalifikowana.
Na igrzyskach olimpijskich w 1968 w Meksyku Stöck zajęła 8. miejsce w finale biegu na 200 metrów ustanawiając rekord RFN czasem 23,2 s. Sztafeta 4 × 100 metrów RFN w składzie: Meyer, Stöck, Rita Jahn i Ingrid Becker zajęła w finale 6. miejsce, również z rekordem kraju 43,70 s.
Obroniła srebrny medal w sztafecie 4 × 100 metrów na mistrzostwach Europy w 1969 w Atenach (w składzie: Bärbel Hähnle, Stöck, Rita Wilden i Becker.
Była mistrzynią RFN w sztafecie 4 × 100 metrów w 1966, 1967 i 1968, wicemistrzynią w biegu na 100 metrów w 1966 i brązową medalistką w 1963, wicemistrzynią w biegu na 200 metrów w 1968 oraz brązową medalistką w biegu na 80 metrów przez płotki w 1962 i 1963. W 1967 była również wicemistrzynią halowych mistrzostw RFN w biegu na 60 metrów oraz halową mistrzynią w sztafecie, a w 1962 brązową medalistką halowych mistrzostw w biegu na 60 metrów przez płotki.
Jej ojciec Gerhard Stöck był mistrzem igrzysk olimpijskich w 1936 w Berlinie w rzucie oszczepem.